# 里卡尔多·皮蒂斯
里卡尔多·皮蒂斯（義大利語：Riccardo Pittis，1968年12月18日—），意大利男子篮球运动员。他曾代表意大利参加1991年和1997年国际篮联欧洲锦标赛，获得二枚银牌。他也曾参加1990年世界篮球锦标赛。

## 职业生涯
在他的职业俱乐部生涯中，皮蒂斯在意大利联赛中竞争了二十年（1984-2004），总共打了 20 个赛季。